# Daniele De Rossi
Daniele De Rossi (* 24. Juli 1983 in Rom) ist ein ehemaliger italienischer Fußballspieler und aktueller -trainer.
Als Spieler war De Rossi fast 20 Jahre lang für die AS Rom in der italienischen Serie A aktiv und absolvierte 117 Länderspiele für die italienische Fußballnationalmannschaft, mit der er 2006 Weltmeister wurde. Als Co-Trainer der Italiener wurde er 2021 Europameister; zuletzt war er Cheftrainer der Roma.

## Spielerkarriere

### Im Verein

#### AS Rom
Daniele De Rossi begann seine Karriere bei der AS Ostiamare, wo er im Sturm spielte. Im Jahr 2000 wechselte er in die Jugend der AS Rom. Sein Debüt für die erste Mannschaft von Trainer Fabio Capello bestritt er am 10. Oktober 2001 im Champions-League-Spiel gegen den RSC Anderlecht. In der folgenden Saison 2002/03 kam er am 25. Januar 2003 gegen Como Calcio zu seinem Debüt in der Serie A. Am 10. Mai 2003 stand er beim 3:1-Heimsieg gegen Torino Calcio zum ersten Mal in der Startaufstellung der Giallorossi und erzielte das zwischenzeitliche 2:0. Auch in seinem nächsten Einsatz gegen Atalanta Bergamo traf De Rossi.
In den nächsten Spielzeiten etablierte er sich als Stammspieler im zentralen Mittelfeld und galt als eines der vielversprechendsten italienischen Talente in der Serie A. De Rossi trug einen wesentlichen Anteil am Vizemeistertitel der Roma in der Saison 2003/04 und Einzügen in die Finalspiele der Coppa Italia 2005 und 2006, die beide gegen Inter Mailand verloren gingen. Trotz seines jungen Alters bestach Daniele De Rossi bereits durch seine Reife, Beharrlichkeit und Führungsqualitäten. Deshalb wurde am 15. März 2006 für das UEFA-Pokal-Spiel gegen den FC Middlesbrough erstmals zum Kapitän seiner Mannschaft bestimmt. Am Ende der Saison 2005/06 wurde er zum besten Nachwuchsspieler Italiens bestimmt.
In der Saison 2006/07 blieb De Rossi einer der wichtigsten Spieler in der Mannschaft der Roma. Beim 3:1-Sieg gegen die AC Florenz am 5. November 2006 überwand er Fiorentinas Torwart Sébastien Frey mit einem Distanzschuss aus über 35 Metern. Bei der vernichtenden 1:7-Auswärtsniederlage im Rückspiel des Viertelfinales der UEFA Champions League 2006/07 gegen Manchester United erzielte er das einzige Tor für seine Mannschaft. Am 9. Mai 2007 traf De Rossi mit seiner Mannschaft im Finale der Coppa Italia 2006/07 erneut auf den Rivalen Inter Mailand. Beim 6:2-Heimsieg im Hinspiel traf er. Trotz einer 1:2-Auswärtsniederlage im San Siro gewann er mit seiner Mannschaft den ersten Titel.
In der folgenden Saison 2007/08 besiegte man den Meister der Vorsaison Inter Mailand in der Supercoppa, in dem De Rossi das einzige Tor des Tages per Elfmeter erzielte. Mit der Roma traf er im Finale der Coppa Italia 2007/08 zum vierten Mal in Serie auf Internazionale und verteidigte im heimischen Stadio Olimpico mit einem 2:1-Sieg den Titel erfolgreich. In der Liga musste sich die Truppe von Trainer Luciano Spalletti jedoch den Nerazzurri geschlagen geben und erreichte mit dem 2. Tabellenrang. De Rossi absolvierte wettbewerbsübergreifend 51 Einsätze, in denen er sechs Tore erzielte und drei weitere vorbereitete.
Die Supercoppa verteidigte man in der nächsten Saison 2008/09 nicht, da man im Elfmeterschießen dem Meister Inter Mailand mit 7:8 (2:2 nach der Verlängerung) unterlag. Während der regulären Spielzeit gelang De Rossi der zwischenzeitliche 1:1-Ausgleichstreffer und auch seinen Strafstoß im Elfmeterschießen verwertete er. Am 11. April 2009 erzielte er beim 4:2-Sieg gegen den Stadtrivalen Lazio Rom sein erstes Tor im Derby della Capitale. Nach der starken vorigen Saison, klassierte sich der AS Rom in der Liga nur auf dem 6. Tabellenplatz und scheiterte in der Coppa Italia 2008/09 bereits im Viertelfinale am Rivalen Inter. Dank seiner starken Leistungen für den Verein wurde er als Italiens Fußballer des Jahres 2009 ausgezeichnet.
Im Stadtderby gegen Lazio am 6. Dezember 2009 während der Saison 2009/10, bestritt De Rossi seinen 200. Einsatz in der Serie A für die Roma. Auch unter dem neuen Trainer Claudio Ranieri blieb er der Schlüsselspieler im Mittelfeld, die in dieser Spielzeit in 24 aufeinanderfolgenden Spielen ungeschlagen blieb. Während diesem erzielte er am 27. März 2010 ein wichtiges Tor im 2:1-Heimsieg gegen Inter Mailand. Am Ende reichte dieser Sieg im Rennen um den Meistertitel jedoch nicht und De Rossi musste sich mit seinen Giallorossi um zwei Punkte Internazionale beugen. Auch im Finale um die Coppa Italia 2009/10 traf man wieder auf den Rivalen der letzten Jahre, musste sich jedoch zum dritten Mal im Endspiel den Mailändern geschlagen geben. Er kam in dieser Spielzeit in 49 Einsätzen zu 19 Scorerpunkten, bestehend aus 11 Toren und 8 Vorlagen.
In der folgenden Spielzeit 2010/11 schwächelten die Römer. Der Supercoppa ging ein weiteres Mal gegen Inter Mailand verloren, in der Liga musste man sich mit dem 6. Tabellenrang zufriedengeben und auch im Coppa Italia 2010/11 war im Halbfinale Endstation. Die Leistungen des Daniele De Rossi blieben jedoch auf dem starken Niveau der vorigen Jahren und er wurde am 4. Februar 2011 neben Schwimmerin Federica Pellegrini von der Foreign Press Association zu Italiens Sportler des Jahres 2010 gekürt.
Im Februar 2012 unterzeichnete De Rossi einen neuen Fünfjahresvertrag beim Hauptstadtverein. Der neue Vereinspräsident Thomas R. DiBenedetto machte ihn mit einem jährlichen Salär von 10 Millionen Euro zum bestbezahlten italienischen Fußballspieler. Unter Trainer Luis Enrique beendete er die Saison 2011/12 mit 32 Einsätzen, in denen er vier Tore erzielte.
In der Saison 2012/13 verlor De Rossi unter Trainer Zdeněk Zeman den Status des unverzichtbaren Stammspielers. Dieser äußerte sich offen kritisch über seine Leistungen, überlebte jedoch die Spielzeit als Trainer nicht. Sein Nachfolger Aurelio Andreazzoli setzte auf den erfahrenen Mittelfeldspieler, dennoch schloss er die Saison erstmals seit jener 2003/04 ohne erzielten Treffer ab. Roma beendete die Saison auf dem 6. Tabellenplatz und qualifizierte sich damit nicht für das internationale Geschäft.
Die Saison 2013/14 unter dem neuen Trainer Rudi Garcia begann mit zehn Siegen in den ersten zehn Ligaspielen. Bereits im ersten Saisonspiel gegen die AS Livorno traf De Rossi. Nachdem Altstar Francesco Totti Ende Oktober aufgrund einer Sehnenverletzung wochenlang ausgefallen war, übernahm De Rossi die Kapitänsschleife. Am 10. November 2013 absolvierte De Rossi beim 1:1-Unentschieden gegen US Sassuolo sein 318. Ligaspiel für die AS Rom und zog damit mit der Roma-Legende Giuseppe Giannini gleich. Dieser Einsatz war gleichzeitig sein 400. Pflichtspiel im Trikot der Giallorossi. Bei der ersten Saisonniederlage am 18. Spieltag gegen Juventus Turin, wurde er in der 75. Spielminute, nach einem groben Foul gegen Giorgio Chiellini, mit glatt Rot vom Platz gestellt. Im Mai 2014 erklomm De Rossi den dritten Platz in der Rangliste der meisten Ligaeinsätze für die Roma, als er den zweifachen Weltmeistertorhüter Guido Masetti überholte. Roma sicherte sich am Saisonende den Vizemeistertitel mit 17 Punkten Abstand auf Meister Juventus. In der Coppa Italia 2013/14 scheiterte man im Halbfinale am SSC Neapel. De Rossi beendete die Saison mit einem erzielten Tor in 36 Pflichtspieleinsätzen.
Auch in der folgenden Spielzeit 2014/15 wurde man Vizemeister hinter Juventus Turin. De Rossi schoss seine Mannschaft im Achtelfinale der Coppa Italia 2014/15 gegen den FC Empoli mit einem verwandelten Strafstoß in der Verlängerung in die nächste Runde. Dort war gegen die AC Florenz Schluss und auch in der UEFA Europa League 2014/15 scheiterte man im Achtelfinale an der Viola.
Am 17. Oktober 2015 erzielte De Rossi beim 3:1-Heimsieg gegen den FC Empoli in seinem wettbewerbsübergreifend 500. Einsatz für die AS Rom ein Tor. Drei Tage später traf er beim 4:4-Unentschieden in der Gruppenphase der UEFA Champions League 2015/16 gegen Bayer 04 Leverkusen doppelt. Nachdem man dort die Gruppenphase als Zweiter überstand, schied man bereits im Achtelfinale gegen den späteren Gewinner Real Madrid aus. In der Liga platzierte man sich auf dem 3. Tabellenrang. De Rossi kam in dieser Spielzeit auch aufgrund von Wadenproblemen nur zu 31 Einsätzen, in denen er drei Tore erzielte.
In der folgenden Saison 2016/17 scheiterte er mit seiner Mannschaft im Achtelfinale der UEFA Europa League 2016/17 an Olympique Lyon. Da der langjährige Kapitän Francesco Totti in seiner letzten Saison als Fußballprofi nur noch sporadisch zum Einsatz kam, trug De Rossi in den meisten Spielen die Kapitänsbinde. Zum Ende der Spielzeit wurde er in der Serie A im Kampf um die Champions-League-Plätze zu einem wichtigen Faktor der Roma-Mannschaft. Sein erstes Ligator erzielte er erst am 34. Spieltag, dem 30. April 2017, im Derby gegen Lazio, welches dennoch mit 1:3 verloren ging. In den verbleibenden vier Spielen, die alle gewonnen wurden, traf er noch drei weitere Male und führte seine Mannschaft als Kapitän zum 2. Tabellenplatz. Am 31. Mai unterzeichnete er einen neuen Zweijahresvertrag bei den Römern.
Nach Tottis Rücktritt wurde er zur Saison 2017/18 als neuer Kapitän bestimmt. Sein erstes Saisontor erzielte er am 9. März 2018 beim 3:0-Heimsieg gegen den FC Turin. In der Coppa Italia 2017/18 erreichte man das Achtelfinale. Die UEFA Champions League 2017/18 war für De Rossi die erfolgreichste in diesem Turnier seiner bisherigen Karriere. Die Gruppenphase gewann man vor dem FC Chelsea und in der K.-o.-Phase schlug man im Achtelfinale Schachtar Donezk. Im Viertelfinale traf man auf den Mitfavoriten FC Barcelona. Das Hinspiel im katalanischen Camp Nou ging mit 4:1 verloren. Dennoch schaffte man mit einem 3:0 im heimischen Stadio Olimpico, in dem Daniele De Rossi ein Elfmetertor erzielte und einen weiteren Treffer assistierte, das Comeback und zog erstmals ins Halbfinale ein, wo man vom FC Liverpool ausgeschaltet wurde. Die Liga beendete man auf dem 3. Tabellenplatz.
Beim 1:1-Unentschieden gegen den SSC Neapel am 28. Oktober 2018 zog sich Daniele De Rossi eine Knieverletzung zu, die ihn bis Anfang Februar 2019 zum Zusehen verdammte. Im Mai 2019 gab sein Verein bekannt, seinen Vertrag nach der Spielzeit 2018/19 nicht verlängern zu werden. De Rossi verließ somit nach 18 Jahren als Profi die Römer.

#### Boca Juniors
Am 26. Juli 2019 wurde bekannt, dass De Rossi beim argentinischen Erstligisten Boca Juniors einen Einjahresvertrag unterschrieben hat. Aus familiären Gründen löste De Rossi am 6. Januar 2020 seinen bis Juli 2020 laufenden Vertrag vorzeitig auf, um mehr Zeit mit seiner Familie in seiner Heimat Italien verbringen zu können. Gleichzeitig erklärte er seine aktive Fußballkarriere für beendet. Allerdings wolle er nach einer Pause als Manager oder Funktionär dem Fußball erhalten bleiben.

### In der Nationalmannschaft
2004 wurde De Rossi mit der italienischen Mannschaft unter Trainer Claudio Gentile U-21-Europameister und stand anschließend auch im Kader der Olympiamannschaft, die in Athen die Bronzemedaille gewann. Er stand auch im italienischen Kader, der unter Marcello Lippi bei der Weltmeisterschaft 2006 in Deutschland den Titel gewann.
Beim letzten Gruppenspiel der Europameisterschaft 2008 gegen Frankreich erzielte De Rossi das 2:0 und wurde zum Mann des Spiels gekürt.
Die Fußball-Weltmeisterschaft 2010 verlief für den Titelverteidiger Italien katastrophal. Hinter Paraguay, der Slowakei und Neuseeland belegte man nach zwei Unentschieden und einer Niederlage den letzten Platz der Gruppe und schied aus dem Turnier aus. De Rossi spielte alle Spiele im defensiven Mittelfeld durch und schoss gegen Paraguay den Ausgleichstreffer zum 1:1-Endstand.
Bei der Fußball-Europameisterschaft 2012 wurde er mit Italien unter dem Trainer Cesare Prandelli Vizeeuropameister. De Rossi spielte in den ersten beiden Spielen zunächst in der Verteidigung hinter Spielmacher Andrea Pirlo. Den Rest des Turniers wurde er im rechten Mittelfeld hinter den Stürmern Mario Balotelli, Antonio Cassano bzw. Antonio Di Natale eingesetzt. Trotz der herben 0:4-Finalniederlage gegen Spanien wurde das Turnier als Erfolg für Italien gewertet. Aufgrund seiner Leistungen bei der Euro 2012 wurde er nach dem Turnier ins 23-köpfige UEFA-All-Star-Team gewählt.
In der EM-Qualifikation 2014/15 bestritt er nur drei der zehn Gruppenspiele. Das 1:1 gegen Kroatien am 16. November 2014 war sein 100. Länderspiel.
Bei der Fußball-Europameisterschaft 2016 in Frankreich wurde er wieder in das italienische Aufgebot aufgenommen. In den ersten beiden Spielen gegen Belgien und Schweden stand er in der Startaufstellung und da damit bereits der Gruppensieg perfekt war, kamen im letzten Vorrundenspiel andere Spieler zum Zuge. Im Achtelfinale gegen Spanien musste er wenige Minuten nach der Halbzeit wegen einer Hüftverletzung ausgewechselt werden und konnte im Viertelfinale gegen Deutschland, das Italien im Elfmeterschießen verlor, nicht mehr eingesetzt werden.
In der folgenden WM-Qualifikation wurde De Rossi mit der italienischen Mannschaft Gruppenzweiter hinter Spanien und musste in den Play-offs gegen Schweden antreten. Die 0:1-Hinspielniederlage war sein 117. und letztes Länderspiel, da er nach dem 0:0 im Rückspiel – in dem er nicht spielte – seinen Rücktritt aus der Nationalmannschaft erklärte.

## Trainerkarriere
Im März 2021 verkündete der italienische Fußballverband, dass De Rossi zunächst bis zur EM 2021 als Co-Trainer in Roberto Mancinis Trainerstab aktiv sein wird. Mit der Nationalmannschaft wurde er Europameister, verließ den Stab zunächst jedoch. Ende des Jahres 2021 übernahm er Aufgaben im Juniorenbereich des FIGC, ehe er im Januar 2022 wieder zum Stab von Mancini wechselte. Im Oktober verließ De Rossi die Nationalmannschaft und wurde Cheftrainer des Zweitligisten SPAL Ferrara. Nach drei Siegen aus 17 Spielen wurde De Rossi im Februar 2023 freigestellt.
Am 16. Januar 2024 wurde De Rossi nach der Entlassung von José Mourinho Cheftrainer der AS Rom und erhielt einen bis zum 30. Juni 2024 laufenden Vertrag, welcher kurz vor Vertragsende um drei weitere Jahre verlängert wurde. Am 18. September 2024 gab der Verein die Trennung von De Rossi bekannt.

## Titel als Spieler

### Nationalmannschaft
- Weltmeister: 2006
- Bronzemedaillengewinner beim olympischen Fußballturnier: 2004
- U21-Europameister: 2004

### Im Verein
AS Rom
- Italienischer Pokalsieger: 2007, 2008
- Italienischer Supercupsieger: 2007

Boca Juniors
- Argentinischer Meister: 2020

### Persönliche Auszeichnungen
- Italiens Nachwuchsspieler des Jahres: 2006
- Player of the Match im Spiel Frankreich – Italien bei der Europameisterschaft 2008
- Bester italienischer Spieler in der Serie A: 2009
- Premio Bulgarelli Number 8: 2017/18
- Aufnahme ins UEFA-All-Star-Team der Europameisterschaft 2012

## Sonstiges
De Rossis Spielstil wurde als technisch versiert, mannschaftsdienlich und kämpferisch beschrieben. Außerdem zeichnete ihn seine Kopfballstärke aus.
Zeitweise fiel er durch grob unsportliches Verhalten auf, so trat er am 31. Mai 2006 im Freundschaftsspiel gegen die Schweiz dem am Boden liegenden Xavier Margairaz absichtlich auf den Oberschenkel, wurde dafür vom Schiedsrichter aber nicht bestraft. Im Vorrundenspiel der Weltmeisterschaft 2006 gegen die USA erhielt Daniele De Rossi für einen Ellbogenstoß gegen Brian McBride, der das Spielfeld blutüberströmt verlassen und mit drei Stichen genäht werden musste, die Rote Karte. Er wurde daraufhin für vier Spiele gesperrt und war erst im Finale wieder spielberechtigt. Die FIFA sah von einer längeren Sperre ab, da sich De Rossi nach dem Spiel schriftlich für sein Verhalten entschuldigt hatte. Im Endspiel gegen Frankreich wurde er in der zweiten Halbzeit für Francesco Totti eingewechselt. Im Elfmeterschießen erzielte er einen Treffer und wurde mit Italien Fußball-Weltmeister.
Im Champions-League-Spiel gegen Schachtar Donezk am 8. März 2011 fiel De Rossi erneut mit einem Ellbogenschlag in das Gesicht von Darijo Srna auf, welcher vom Schiedsrichter Howard Webb jedoch nicht gesehen und deshalb nicht geahndet wurde. Am 24. Januar 2016 beleidigte er im Serie-A-Spiel gegen Juventus Turin seinen Gegenspieler Mario Mandžukić in unangebrachter Form, wofür er sich öffentlich entschuldigte.